# Lago Tengiz
Il lago Tengiz è un lago della Regione di Aqmola, in Kazakistan. Occupa una superficie di 1382 km² e ha una profondità massima di 6,7 m. Il 16 ottobre 1976 nelle acque della parte settentrionale del lago atterrò il velivolo della missione spaziale sovietica Sojuz 23. La navicella fu recuperata dopo diverse ore e i cosmonauti Vjačeslav Dmitrievič Zudov e Valerij Il'ič Roždestvenskij rimasero illesi.